# Galina Saidova
Galina Karimovna Saidova (geboren 1956 in Samarqand) ist seit 2011 Wirtschaftsministerin der Republik Usbekistan. Sie ist seit 2012 Mitglied des Kabinetts der Republik Usbekistan. Saidova ist Doktorin der Wirtschaftswissenschaften und Professorin.

## Leben
Galina Karimovna Saidova wurde 1956 in der Stadt Samarqand geboren. Sie absolvierte das Genossenschaftsinstitut von Samarqand (heute das Institut für Wirtschaft und Service von Samarqand) in der Fachrichtung Ökonom.
In den Jahren 1987–1991 war Saidova Leiterin des Handels mit Konsumgütern und Dienstleistungen des Staatlichen Plans der Usbekischen SSR. Im Jahr 1992 wurde sie stellvertretende Vorsitzende des Vorstands der Aktiengesellschaft der Taschkent-Börsen. In den Jahren 1992–1994 fungierte Saidova als Vizerektorin der Universität für Weltwirtschaft und Diplomatie. In den Jahren 1994–1997 war sie stellvertretende Vorsitzende des Staatskomitees der Republik Usbekistan. In den Jahren 1997–2002 war Saidova Leiterin der Informations- und Analyseabteilung des Ministerkabinetts der Republik Usbekistan.
In den Jahren 2002–2005 war sie Vorsitzende des Komitees für wirtschaftliche Insolvenz von Unternehmen beim Wirtschaftsministerium der Republik Usbekistan. In den Jahren 2003–2005 war sie erste stellvertretende Wirtschaftsministerin der Republik Usbekistan – Leiter des Komplexes der Makroökonomie und der allgemeinen Wirtschaftsprognosen. In den Jahren 2005–2006 war sie erneut erste stellvertretende Wirtschaftsministerin der Republik Usbekistan sowie Vorsitzender des Staatlichen Komitees für Demonopolisierung, Wettbewerbsunterstützung und Unternehmertum. In den Jahren 2006–2010 war Saidova erste stellvertretende Wirtschaftsministerin der Republik Usbekistan für makroökonomische Parameter und den Finanz- und Währungsausgleich und die Entwicklung des republikanischen Investitionsprogramms. In den Jahren 2008–2010 Direktorin des Instituts für Vorhersage und makroökonomische Studien am Ministerkabinett der Republik Usbekistan.
2010–2011 – Minister für auswärtige Wirtschaftsbeziehungen, Investitionen und Handel der Usbekistan. In den Jahren 2011–2017 – Wirtschaftsminister der Usbekistan. In dieser Position wurde sie von Ravshan Gulyamov abgelöst, der ihren früheren Posten übernahm. Saidova leitete das Amt seit dem 1. August 2011. Seit dem 1. November 2017 ist er stellvertretender Staatsberater des Präsidenten der Usbekistan in sozioökonomischen Fragen.